# Юаньцзян-Хани-И-Дайский автономный уезд
Юаньцзян-Хани-И-Дайский автономный уезд (кит. упр. 元江哈尼族彝族傣族自治县, пиньинь Yuánjiāng Hānízú Yízú Dǎizú zìzhìxiàn) — автономный уезд городского округа Юйси провинции Юньнань (КНР).

## История
После завоевания Дали монголами здесь был создан Юаньцзянский регион (元江路). После завоевания этих мест войсками империи Мин проживающие здесь национальные меньшинства управлялись своими традиционными структурами. Во времена империи Цин в 1661 году была создана Юаньцзянская управа (元江府). В 1770 году она была понижена в статусе и стала Юаньцзянской непосредственно управляемой областью (元江直隶州;  слова «непосредственно управляемая» означают, что хотя «область» по статусу это ниже, чем «управа», данная область тем не менее подчинялась напрямую властям провинции). После Синьхайской революции в Китае была проведена реформа структуры административного деления, в результате которой области были упразднены, и в 1913 году Юаньцзянская непосредственно управляемая область была преобразована в уезд Юаньцзян (元江县).
После вхождения провинции Юньнань в состав КНР в 1950 году был образован Специальный район Мэнцзы (蒙自专区), и уезд вошёл в его состав. В 1954 году уезд Юаньцзян был передан в состав Специального района Юйси (玉溪专区). В 1970 году Специальный район Юйси был переименован в Округ Юйси (玉溪地区).
Постановлением Госсовета КНР от 26 декабря 1979 года (вступило в силу 22 ноября 1980 года) уезд Юаньцзян был преобразован в Юаньцзян-Хани-И-Дайский автономный уезд.
В 1997 году округ Юйси был преобразован в городской округ.

## Административное деление
Автономный уезд делится на 3 уличных комитета, 2 посёлка и 5 волостей.